# جيمس تيري
جيمس تيري (بالإنجليزية: James Terry) هو فنان قتال مختلط أمريكي، ولد في 16 مارس 1981 في كودياك في الولايات المتحدة.

## وصلات خارجية
- جيمس تيري على موقع يو إف سي (الإنجليزية)
- جيمس تيري على موقع بيلاتور (الإنجليزية)
- جيمس تيري على موقع شيردوغ (الإنجليزية)
- جيمس تيري على موقع IMDb (الإنجليزية)